# Ana Sofia Reboleira
Ana Sofia Reboleira (* 6. Oktober 1980 in Caldas da Rainha) ist eine portugiesische Biologin und Höhlenforscherin. Sie ist auf die Erforschung unterirdischer Ökosysteme spezialisiert; bis 2020 entdeckte sie über 60 neue Spezies.

## Biographie
Ana Sofia Reboleira studierte Biologie, Ökologie, Biodiversität und Ökosystem-Management an der Universität Aveiro. Zur Wahl ihres Studienfachs wurde sie nach eigener Aussage durch einen Besuch in der heimischen Mira de Aire im Alter von sechs Jahren inspiriert, der sie nachhaltig beeindruckte. 2012 promovierte sie zum Thema Biodiversity and conservation of subterranean fauna of Portuguese karst. Sie arbeitete unter anderem als externe Forscherin für die Universität La Laguna auf Teneriffa, an der Station biologique de Roscoff in Frankreich und war von 2017 bis 2020 als Assistenzprofessorin an der Universität Kopenhagen im Rahmen des Higher Education Programme für das Naturhistorische Museum tätig. Seit 2020 ist sie Assistenzprofessorin an der Universität Lissabon. Sie erhielt Preise und Stipendien für ihre Forschungen wie etwa 2017 den Preis Villum Young Investigator und wurde von der Federação Portuguesa de Espeleologia ausgezeichnet.
2007 etwa entdeckte Reboleira im Rahmen von Forschungen für ihre Magisterarbeit in den Höhlen des portugiesischen Parque Natural das Serras de Aire e Candeeiros zwei Käferarten, die bis dahin unbekannt waren und nur dort vorkommen. Dafür hatte sie sich bis zu 100 Metern Tiefe abgeseilt. Ihre Entdeckung stellte sie in einem Artikel in der National Geographic vor. In den folgenden Jahren entdeckte sie zahlreiche weiter unterirdische, bis dahin unbekannte Arten: Scarabaeen, Pseudoskorpione, Spinnen- und Krustentiere. 2014 publizierte Reboleira mit Vicente M. Ortuño einen Artikel über die Entdeckung der Käferart Duvalius abyssimus in der tiefsten Höhle der Welt im Arabika-Massivs in Abchasien, deren Eingang rund 2240 Meter hoch liegt. 2016 fand sie auf einer Expedition in einer Höhle in Lautém im Osten von Osttimor die Geißelspinne Sarax timorensis, die sich als größte ihrer Gattung herausstellte.
2020 entdeckte Ana Sofia Reboleira eine neue Spezies auf Twitter: Dort sah sie das Foto eines Tausendfüßers, das ein US-amerikanischer Biologe gepostet hatte. Auf dem Tier erkannte sie einen bis dahin unbekannten Parasitenpilz, der sich von dessen Reproduktionsorganen ernährt. Sie und ihre Kollegen in Kopenhagen gaben der Spezies den Namen Troglomyces twitteri. Bis 2020 entdeckte Reboleira gemeinsam mit anderen Forscherinnen und Forschern über 60 neue Arten.

## Von Reboleira entdeckte Arten

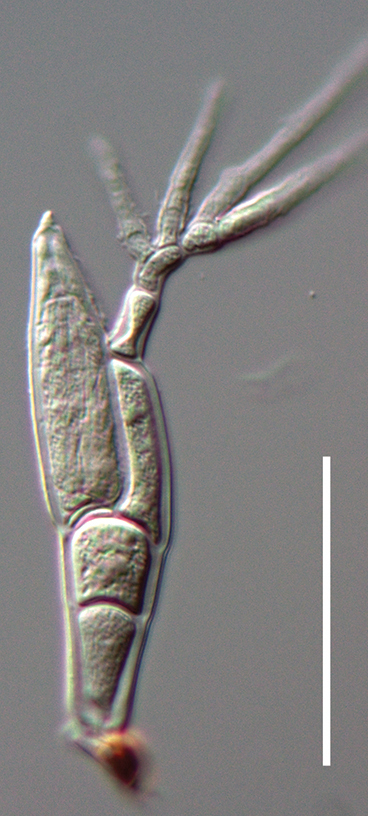
Troglomyces twitteri
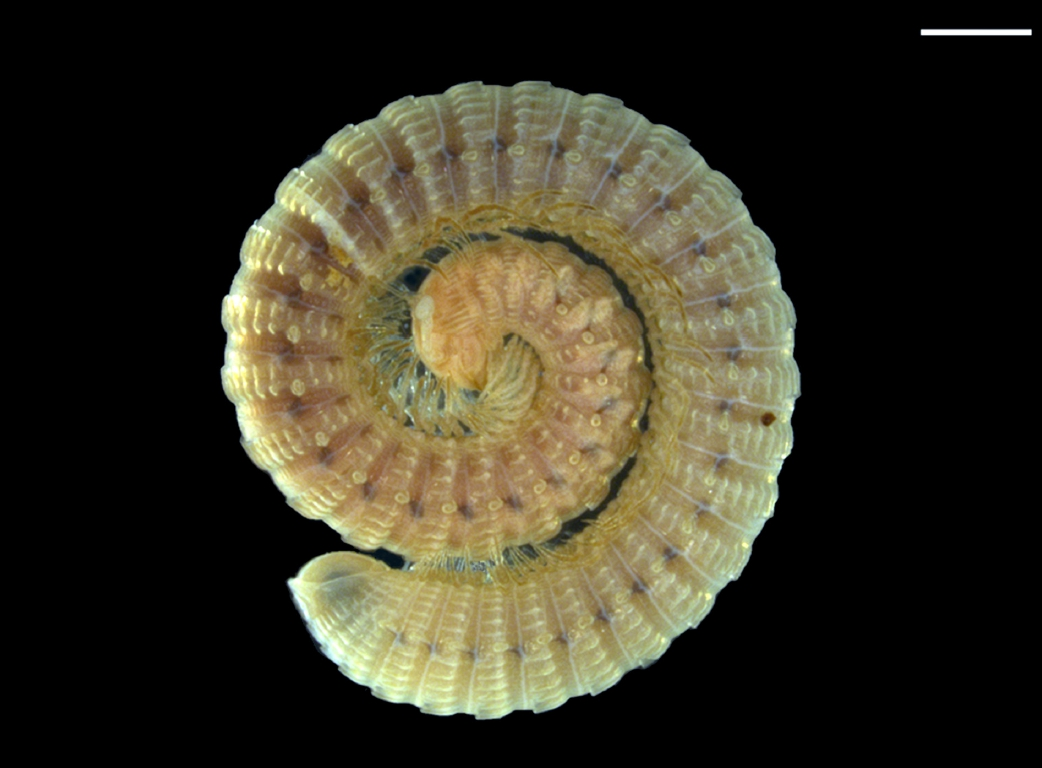
Chiraziulus troglopersicus
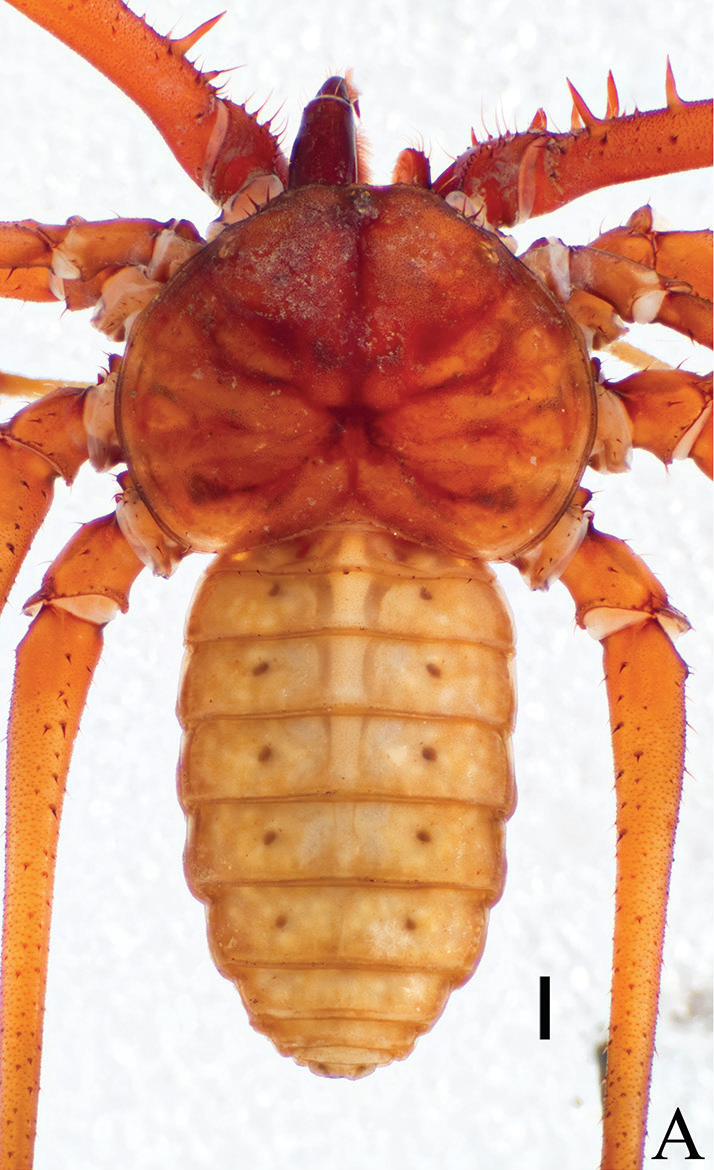
Sarax timorensis
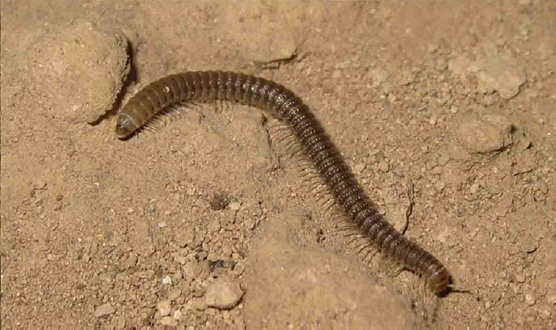
Chiraziulus troglopersicus
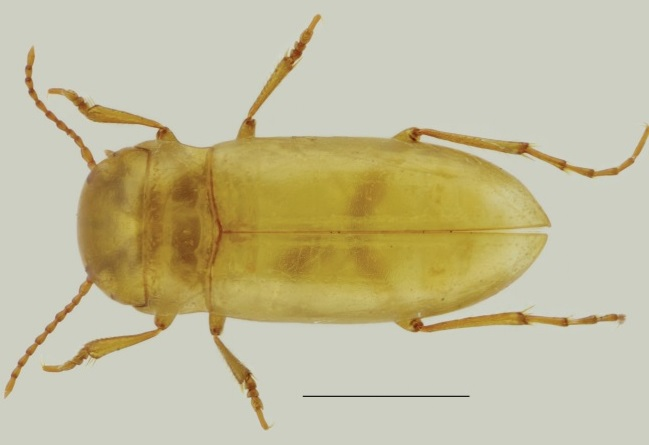
Iberoporus pluto